# Vilar do Pinheiro
Vilar do Pinheiro é uma povoação portuguesa sede da Freguesia de Vilar do Pinheiro do Município de Vila do Conde, freguesia com 3,78 km² de área e 2562 habitantes (censo de 2021), tendo, por isso, uma densidade populacional de 677,8 hab./km².

## Demografia
Nota: No censo de 1864 figura no concelho da Maia. Passou a pertencer ao atual concelho (atualmente município) por decreto de 08/05/1871.
A população registada nos censos foi:
| Distribuição da População por Grupos Etários | Distribuição da População por Grupos Etários | Distribuição da População por Grupos Etários | Distribuição da População por Grupos Etários | Distribuição da População por Grupos Etários |
| -------------------------------------------- | -------------------------------------------- | -------------------------------------------- | -------------------------------------------- | -------------------------------------------- |
| Ano                                          | 0-14 Anos                                    | 15-24 Anos                                   | 25-64 Anos                                   | > 65 Anos                                    |
| 2001                                         | 413                                          | 359                                          | 1466                                         | 341                                          |
| 2011                                         | 375                                          | 266                                          | 1444                                         | 452                                          |
| 2021                                         | 341                                          | 250                                          | 1405                                         | 566                                          |

## História
Santa Marinha de Vilar do Pinheiro foi abadia do convento de Moreira, facto apontado pelo Dicionário Corográfico, mas com algumas reservas, uma vez que a Estatística Paroquial aponta como sendo do mosteiro de Vairão. De facto, ainda segundo o mesmo dicionário, metade desta igreja foi doada a Moreira em 1258 por Tructezendo Guterres e Egas Trectezendes, tendo em 1528, o abade Diogo Álvares renunciado a favor do mosteiro de Vairão. 
Parece comprovar-se a tese de que esta freguesia foi anteriormente denominada de Vilar de Porcos. Foi uma vila romana e mais tarde uma quinta pertencente a D. Berenguiera e, posteriormente, freguesia. 
Pertenceu ao concelho da Maia e foi integrada no concelho de Vila do Conde em 1870. 
Tem como padroeira Santa Marinha.